# MFK Mykolaïv
Maillots
Le Munitsypalny Futbolny Klub Mykolaïv (en ukrainien : Муніципальний Өутбольний Клуб Миколаїв), plus couramment abrégé en MFK Mykolaïv, est un club ukrainien de football fondé en 1920 et basé dans la ville de Mykolaïv.
Il constitue le plus ancien club professionnel encore en activité en Ukraine, et évolue en troisième division ukrainienne depuis 2021.

## Bilan sportif

### Palmarès
| Compétitions nationales                                 |
| ------------------------------------------------------- |
| - Championnat d'Ukraine D2 (1) : - Vainqueur : 1997-98. |

### Classements en championnat
La frise ci-dessous résume les classements successifs du club en championnat d'Union soviétique.
La frise ci-dessous résume les classements successifs du club en championnat d'Ukraine.

## Personnalités du club

### Présidents du club
- Mykola Martchenko

### Entraîneurs du club
| - Viktor Chejovtsev (1996 - 1997) - Ruslan Zabranskiy (2010 - 2013) - Oleh Fedortchouk (2014) - Yuriy Smahine (2015) - Anatoli Stavka (2015) |  | - Ruslan Zabranskiy (2015 - 2018) - Serhiy Shyshchenko (2018 - 2019) - Yuriy Tchaus (2019 - ?) - Illya Blyznyouk |